# Nikolaj Durov
Nikolaj Valer'evič Durov (in russo Никола́й Вале́рьевич Ду́ров?; Leningrado, 21 novembre 1980) è un informatico e matematico russo.
Assieme al fratello minore Pavel Durov ha fondato il social network VK e l'applicazione di messaggistica istantanea Telegram.

## Biografia

### Formazione
Ha vissuto dagli 8 ai 12 anni a Torino, per seguire il lavoro del padre, latinista e professore universitario di filologia classica.
Ha disputato le edizioni 1995, 1996, 1997, 1998 delle Olimpiadi internazionali dell'informatica, conquistando una medaglia d'oro alla seconda partecipazione ed un argento nelle altre edizioni.
Nel 1996, 1997 e 1998 ha partecipato anche alle Olimpiadi internazionali della matematica, arrivando a conquistare la medaglia d'oro in tutte e tre le competizioni.

### Carriera
Dopo aver ottenuto il primo dottorato di ricerca con Sergei Vostokow all'Università di San Pietroburgo, ottenne un secondo dottorato di ricerca all'Università di Bonn sotto la direzione del vincitore nel 1986 della medaglia Fields Gerd Faltings, con una tesi dal titolo "un nuovo approccio alla geometria di Arakelov", lavora attualmente sulla teoria di Galois per le equazioni polinomiali, impegnato a continuare gran parte dei suoi lavori nel campo dell'algebra.
Ha sviluppato il protocollo MTProto, alla base della crittografia di Telegram.
Attualmente ricopre la carica di professore senior associato all'Istituto di matematica Steklov dell'Accademia russa delle scienze a San Pietroburgo, lavorando nel laboratorio di algebra e teoria dei numeri.
Durov ha lavorato come programmatore principale del team VK fino al 2013.
Insieme a suo fratello Pavel, ha fondato il servizio di messaggistica istantanea Telegram ed ha sviluppato il protocollo MTProto per Telegram nel 2013.
Si ritiene che Durov sia l'autore del white paper originale TON (Telegram Open Network).